# Kočka pampová
Kočka pampová (Leopardus colocolo) je jihoamerická divoká malá kočkovitá šelma. Ve své domovině je nazývána gato pajero.

## Klasifikace
V minulosti se kočka pampová řadila do rodu Felis, jako Felis colocolo. V roce 1993 vyčlenil Wozencraft kočku pampovou společně s kočkou slaništní a tmavou do samostatného rodu Oncifelis, aby tak zdůraznil jejich blízkou příbuznost. Tuto klasifikaci ale v roce 1994 zpochybnila García-Perea, která kočku pampovou zařadila do samostatného rodu Lynchailurus a nezůstala jen u toho, druh rozčlenila na tři samostatné druhy. Dnes se zdá, že obě verze budou opuštěny a kočky, které se původně řadily do rodu Oncifelis, tedy i kočka pampová, budou v budoucnu patřit do rodu Leopardus. Rozdělení na tři samostatné druhy ale zatím zůstává (Wilson & Reeder, 2005).

## Popis
- hmotnost: 3–7 kg
- délka těla: 51–76 cm
- délka ocasu: 30 cm
- výška: 30–35 cm

Kočka pampová připomíná evropskou divokou kočku nebo velkou kočku domácí. Má nápadně širokou hlavu a špičaté uši s černými krátkými štětičkami. Je to silná, podsaditá šelma, s dlouhou srstí, která je dělá větší, než ve skutečnosti jsou. Někteří jedinci mají dokonce hřívu tvořenou až 7 cm dlouhými chlupy.
Zbarvení srsti je velmi variabilní, velká mnohotvárnost druhu vedla k popsání mnoha poddruhů a ke snahám rozdělit kočky pampové na tři samostatné druhy. Základní barva srsti je může být velmi světlá, šedohnědá, hnědočerná, červená i úplně černá, někteří jedinci jsou rezavě tečkovaní nebo mají mourovanou kresbu na končetinách. Na ocasech mají kočky pampové tmavé kroužky. U severních poddruhů nalezneme bílou skvrnu na ušním boltci, jako mají tygři a některé další malé kočkovité šelmy, jižní poddruhy ji nemají. I struktura srsti se liší u jednotlivých populací, kočky pampové, které žijí v Andách, mají hustou a měkkou srst, kočky obývající nížiny naopak řídkou a hrubou.
Na základě morfologických odlišností rozdělila García-Perea a Wilson & Reeder populace koček na tři samostatné druhy:
Leopardus (Lynchailurus) colocolo Molina 1782
Jsou to velké kočky se šikmými skořicovými pruhy nebo rozetami na bocích. Ocas má čtyři nebo pět načervenalých kroužků, břicho je bílé s rezavožlutými nebo tmavě hnědými znaky. Končetiny jsou skořicové nebo mají stejnou barvu, jako zbytek těla. Tento druh je rozšířen na západě And v horských stepích a subtropických lesích.
Leopardus (Lynchailurus) pajeros Desmarest 1816
Středně velké kočky, jsou možné tři barevné variety:
1. červenohnědé rozety, ocas celý kroužkovaný, břicho bílé s tmavě hnědými znaky, končetiny stejné barvy jako zbytek těla
2. světlá varieta s nevýraznou kresbou
3. šedé kočky bez kresby

Tyto kočky jsou nejrozšířenější, žijí na východní straně And od Patagonie až k Ekvádoru.
Leopardus (Lynchailurus) braccatus Cope 1889
Nejmenší druh, srst je téměř bez kresby. U divoce zbarvených koček jsou vidět náznaky rozet na bocích, světlejší kočky jsou úplně bez kresby. Konec ocasu je černý, někdy mají černé „ponožky“. Žijí v Brazílii, Paraguayi a Uruguayi.
Je-li kočka pampová považována za jediný druh, rozlišuje se 8 poddruhů:
- L. colocolo braccatus – Brazílie, severní Argentina
- L. colocolo budini, Argentina
- L. colocolo colocolo, střední Chile
- L. colocolo crespoi, severozápadní Chile
- L. colocolo garleppi, Peru, Ekvádor, Bolívie
- L. colocolo munoai, Uruguay
- L. colocolo pajeros, Argentina, Chile
- L. colocolo thomasi, Ekvádor

## Rozšíření a stanoviště
Kočka pampová žije roztroušeně na většině území Jižní Ameriky, od Chile přes Argentinu, Ekvádor a Peru po Brazílii. Jak naznačuje její české jméno, obývá pampy, ale i křovinaté oblasti, tropické lesy a horské oblasti And až do nadmořské výšky kolem 5000 m n. m. Nežije na západním pobřeží jižní Ameriky a také se vyhýbá nížinným tropickým deštným lesům.

## Biologie
O chování kočky pampové v divočině neexistuje příliš informací. Zřejmě jsou aktivní hlavně v noci, kdy loví malé savce, jako jsou morčata, a ptáky. V Patagonii vybírají hnízda tučňákům (Nowell and Jackson 1996) a někdy napadají drůbež. Březost trvá 80–85 dní, v jednom vrhu jsou jen jedno nebo dvě koťata. Kočky pampové jsou agresivní, nesnadno se ochočí.

## Ochrana
V minulosti byly kočky pampové ve velkém loveny kvůli kožešině (26 000 kůží jen v roce 1980). Obchod s kožešinami byl omezen úmluvou CITES (kočky pampové jsou v příloze II), dnes jsou v Argentině, Uruguayi, Paraguayi a Chile chráněné. Ve svém areálu jsou ale poměrně vzácné.